# Nexus VI
Nexus VI est une émission française spécialisée dans la science-fiction diffusée sur YouTube depuis décembre 2014. L'émission présente l'équipage d'un vaisseau spatial futuriste, le Nexus VI, dont le capitaine expose, depuis son cockpit, des chroniques sur divers sujets ou œuvres en lien avec la science-fiction, qu'elles soient de l'ordre du cinéma, du jeu vidéo ou encore de la littérature. Par la suite, la chaîne s'est diversifiée pour proposer des mini-séries ou des courts-métrages intégrés aux chroniques, dans le but de raconter les aventures de l'équipage.
L'équipage du Nexus VI est composé du « Cap'tain » (Renaud Jesionek), de « Slexno » Alexandre Marinelli, « Sayreel » (Cyril Chagot), du « Copilote » (Emmanuel Pinel). Le vaisseau est aussi doté d'une intelligence artificielle nommée « Zarbut » (doublée également par Cyril Chagot),.

## Historique
Quatre ans avant la création du Nexus VI, Cyril Chagot, Alexandre Philippe et Thomas Koeune, tous originaires de Thionville, décident de créer Fensch Toast SARL, une société de production audiovisuelle[source secondaire souhaitée]. C'est à l'automne 2014 qu'Alexandre Philippe et Renaud Jesionek décident de créer la chaîne « Nexus VI », produite par Fensch Toast et vouée à la science-fiction. Le premier épisode est tourné dans une tranchée d'inspection pour les bus dans un nouveau tiers-lieu de Metz : Bliiida[source secondaire souhaitée]. L’épisode 1, Prometheus, est mis en ligne sur YouTube, le 23 décembre 2014.
À l'origine imaginé sous forme de chroniques portant sur des œuvres littéraires, le projet étend son champ d'investigation au cinéma, à la BD et au jeu vidéo. Après un teaser, la première vidéo de la chaîne, qui traite du film Prometheus sorti deux ans plus tôt, est mise en ligne le 23 décembre 2014.
L'émission connaît tout d'abord peu de succès mais se fait remarquer par Antoine Daniel et gagne en popularité[source secondaire souhaitée]. L'équipe commence à sympathiser puis à collaborer avec François Theurel à des projets tels que certains épisodes du Fossoyeur de Films ou Nexus VI Legends. Fin 2016, la chaîne comptabilise 89 000 abonnés et 20 chroniques.
En avril 2016, l'équipe lance un financement participatif sur la plateforme Tipeee pour « permettre de pérenniser le projet du Nexus VI ». Ils obtiennent également en 2018 un soutien de 55 000 € du CNC qui leur permettent ainsi de financer la production de leurs vidéos.
L'été 2018, le décor intérieur du vaisseau du Nexus VI est totalement rénové dans un projet d'envergure de trois mois, impliquant plusieurs acteurs (chef décorateur, chef constructeur, menuisier, décorateur, responsable lumière, etc.). Pour l'occasion, l'équipe publie une vidéo présentant l'intérieur du vaisseau en réalité virtuelle.
Pour la saison 2018-2019, l'équipe a mis en place un projet de financement participatif sur la plateforme KissKissBankBank pour leur permettre de financer plusieurs « gros épisodes », dont les coûts de production permettant de répondre à leurs ambitions seraient trop importants pour les rémunérations de l'équipe (le financement déjà en place via Tipeee leur permettant de financer les formats de vidéos déjà en place sur la chaîne) ; cette levée de fonds leur permet de débloquer pas loin de 100 000 €, leur donnant les moyens de produire trois nouveaux « gros épisodes ». Le premier épisode sort le 30 juin 2021.

## Univers de fiction

### Cadre et contexte
Nexus VI crée un univers de SF humoristique autour de ses chroniques, ponctuées par des introductions, conclusions ou interludes où nous le découvrons. Le « Cap'tain » brise le quatrième mur lors de ses chroniques pour s'adresser aux spectateurs qu'il nomme « citoyennes et citoyens ». Il assure en toutes circonstances que ce qui leur est montré du futur n'est pas fictionnel mais arrivera bel et bien.
Le « Cap'tain » affirme être un humain ayant été transporté par un bond spatio-temporel de notre époque (2019) à plus de deux siècles et demi après (2284) par le Front de Libération Galactique Humain (FLGH) pour lutter contre les Xarlaxxs, des extraterrestres dominant la galaxie, qui ont envahi la Terre et annexé l'humanité[source secondaire souhaitée]. 